# Министерство иммиграции и гражданства Австралии
Министерство иммиграции и гражданства — орган правительства Австралии, существовавший с января 2007 по сентябрь 2013 гг. Отвечало за иммиграционные меры, пограничный контроль, гражданство. До 2007 года существовало Министерство иммиграции и межкультурных отношений, после 2013 — Министерство иммиграции и охраны границы (Department of Immigration and Border Protection).

## История
После Второй мировой войны Австралия запустила масштабную программу иммиграции. Министр по делам иммиграции Артур Колуэлл способствовал массовой иммиграции с лозунгом «заселение или погибель» и создал в 1945 году Министерство иммиграции.

## Министры
Министерство возглавляли:
- Кевин Эндрюс англ. Kevin Andrews 30 января 2007- 2 декабря 2007
- Крис Эванс англ. Chris Evans 3 декабря 2007- 13 сентября 2010
- Крис Боуэн 14 сентября 2010 - 3 февраля 2013
- Брендан О`Коннор 4 февраля 2013 - сентябрь 2013